# Iput I
Iput I (Ipwt) bila je kraljica starog Egipta, ćerka faraona Unasa i žena faraona Tetija II.
Moguće je da je bila najstarija ćerka svoga oca.
Majka joj je bila jedna od Unasovih žena – Nebet ili Henut.
Iput se udala za Tetija, što je ovom omogućilo da dođe na tron. Sam Unas je imao sina Unas-anha, ali on je umro mlad pre oca.
Iput i Teti su bili roditelji princa Nebkauhora, faraona Pepija I i nekoliko princeza:
- Sešešet Uaatetkhethor
- Sešešet Idut
- Sešešet Nubhetnebti
- Sešešet Sathor[4]

Iput je pokopana u piramidi u Sakari.